# Bonne nuit Punpun
Bonne nuit Punpun (おやすみプンプン, Oyasumi Punpun) est un manga écrit et dessiné par Inio Asano. Il a été prépublié dans le magazine Weekly Young Sunday entre mars 2007 et juillet 2008, puis dans le magazine Big Comic Spirits d'octobre 2008 à novembre 2013. La série a été compilée en un total de treize tomes par Shōgakukan. Elle est publiée en version française par Kana.

## Synopsis
Le manga raconte l'histoire de Punpun, un vrai garçon représenté comme un oiseau caricaturé en 2D, livrant sa situation familiale bancale, puis abordant son premier amour, décrivant son entourage, tout en traversant le début de son adolescence pensée par son esprit plus ou moins hyperactif, sur plusieurs années de sa vie.

## Personnages
- Punpun Punyama (プンプン プン山?) : Punpun est un jeune garçon caricaturé sous la forme d'un oiseau dans la plupart des cas. Quand il fait face à des problèmes, il consulte « Dieu » en utilisant un chant que son oncle lui a appris.
- Punpunpapa Punyama (プンプンパパ プン山) : Le père de Punpun. Il est fan du club de Baseball les Giants. Quelque peu alcoolique, il finit par divorcer de sa femme après une violente échauffourée.
- Punpunmama Onodera (小野寺 プンプンママ) : La mère de Punpun. Dépressive, elle finit à l’hôpital après une dispute avec ce dernier.
- Aiko Tanaka (田中 愛子) : Jeune fille issue de parents membres d'une secte. Aiko représente le principal intérêt amoureux de Punpun. Elle veut fuir avec lui vers la ville de Kagoshima.
- Dieu (神) : Être représenté sous la forme d'une tête afro photographique. Il apparaît quand Punpun a besoin de lui.
- Yūichi Onodera (小野寺 雄一) : L'oncle de Punpun. Il prend soin de ce dernier pendant que sa mère est à l'hôpital car il ne travaille pas.

## Thèmes
La représentation de Punpun en tant que caricature sans visage a pour but d'aider les lecteurs à s'identifier à Punpun et à les encourager à continuer à lire, à la fois lorsqu'il est montré comme un oiseau et dans les différentes formes qu'il emprunte au fil du récit. Asano utilise aussi cette représentation de Punpun pour le symbolisme, par exemple en lui donnant des cornes de taureau pour représenter Altaïr, l'étoile du Bouvier, pour symboliser son triangle amoureux comme le triangle d'été avec Aiko en Véga et Sachi en Deneb.
Asano décrit le jeune Punpun comme un fondamentaliste, ce qui l'amène plus tard à ses regrets et à son désamour des zones grises plus tard dans sa vie. Asano donne aussi ces caractéristiques aux autres personnages : « Les personnages principaux dans Punpun restent toujours des enfants du fait de la façon dont leur pureté les amène à l'échec et à devenir des inadaptés sociaux ». À la fin du manga, Asano avait prévu que Punpun meure en sauvant l'enfant d'un ami, mais il trouvait cette fin trop « propre ». Il continua donc le thème de l'échec dans la vie de Punpun en le laissant vivre, et en lui déniant la solitude après la mort d'Aiko en le faisant rester avec Sachi. Dans le dernier chapitre, les expériences de Punpun sont mises en contrastes avec celles de son ami d'enfance Harumin pour montrer Punpun du point de vue d'une personne normale. Harumin voit Punpun entouré d'amis, mais en réalité rien ne s'est bien passé dans sa vie, ce qui met l'emphase sur le thème de l'échec.
En termes de genres, Asano n'apprécie pas le rangement du manga dans la catégorie des utsumanga (manga déprimant) ou surréaliste, dont il trouve qu'il étiquette le manga. Puisque le manga a été sérialisé dans un magazine seinen, Asano l'a créé pour des lecteurs qui peuvent accepter l'immoralité plutôt que de voir le protagoniste comme un modèle à suivre.

## Manga
La série a débuté en mars 2007 dans le magazine Weekly Young Sunday édité par Shōgakukan. À la suite de la disparition de ce magazine en juillet 2008, la série a été transférée en octobre 2008 dans le magazine Big Comic Spirits. En décembre 2012, l'auteur annonce que la série fera un total de quatorze tomes. Finalement, la série s'est terminée le 2 novembre 2013, et compte un total de treize tomes.
La version française est éditée par Kana depuis le 3 février 2012. Le manga est également édité en Italie par Panini et en Allemagne par Tokyopop.

### Liste des volumes
| no                                          | Japonais          | Japonais          | Français         | Français          |
| no                                          | Date de sortie    | ISBN              | Date de sortie   | ISBN              |
| ------------------------------------------- | ----------------- | ----------------- | ---------------- | ----------------- |
| 1                                           | 3 août 2007       | 978-4-09-151218-5 | 3 février 2012   | 978-2-5050-1413-3 |
| Liste des chapitres : - Chapitres 1 à 12    |                   |                   |                  |                   |
| 2                                           | 28 décembre 2007  | 978-4-09-151259-8 | 3 février 2012   | 978-2-5050-1414-0 |
| Liste des chapitres : - Chapitres 13 à 23   |                   |                   |                  |                   |
| 3                                           | 5 juin 2008       | 978-4-09-151333-5 | 4 mai 2012       | 978-2-5050-1453-9 |
| Liste des chapitres : - Chapitres 24 à 34   |                   |                   |                  |                   |
| 4                                           | 30 janvier 2009   | 978-4-09-151413-4 | 24 août 2012     | 978-2-5050-1519-2 |
| Liste des chapitres : - Chapitres 35 à 46   |                   |                   |                  |                   |
| 5                                           | 30 juin 2009      | 978-4-09-151430-1 | 16 novembre 2012 | 978-2-5050-1566-6 |
| Liste des chapitres : - Chapitres 47 à 56   |                   |                   |                  |                   |
| 6                                           | 26 décembre 2009  | 978-4-09-151479-0 | 1er février 2013 | 978-2-5050-1686-1 |
| Liste des chapitres : - Chapitres 57 à 67   |                   |                   |                  |                   |
| 7                                           | 30 septembre 2010 | 978-4-09-151499-8 | 10 mai 2013      | 978-2-5050-1735-6 |
| Liste des chapitres : - Chapitres 68 à 78   |                   |                   |                  |                   |
| 8                                           | 26 février 2011   | 978-4-09-151510-0 | 30 août 2013     | 978-2-5050-1736-3 |
| Liste des chapitres : - Chapitres 79 à 89   |                   |                   |                  |                   |
| 9                                           | 28 octobre 2011   | 978-4-09-151529-2 | 22 novembre 2013 | 978-2-5050-1737-0 |
| Liste des chapitres : - Chapitres 90 à 99   |                   |                   |                  |                   |
| 10                                          | 27 avril 2012     | 978-4-09-151537-7 | 7 février 2014   | 978-2-5050-6008-6 |
| Liste des chapitres : - Chapitres 100 à 110 |                   |                   |                  |                   |
| 11                                          | 30 novembre 2012  | 978-4-09-151543-8 | 2 mai 2014       | 978-2-5050-6051-2 |
| Liste des chapitres : - Chapitres 111 à 121 |                   |                   |                  |                   |
| 12                                          | 28 juin 2013      | 978-4-09-151549-0 | 22 août 2014     | 978-2-5050-6052-9 |
| Liste des chapitres : - Chapitres 122 à 134 |                   |                   |                  |                   |
| 13                                          | 27 décembre 2013  | 978-4-09-151555-1 | 7 novembre 2014  | 978-2-5050-6053-6 |
| Liste des chapitres : - Chapitres 135 à 147 |                   |                   |                  |                   |